# Иван Тодоровић
Иван Тодоровић (Никшић, 17. јануар 1984) бивши је црногорски кошаркаш. Играо је на позицији центра.

## Каријера
Сениорску каријеру је почео у подгоричкој Будућности за чији први тим је дебитовао са 16 година. Током 2002. године прелази у ФМП и са тимом из Железника проводи наредних пет сезона. У том периоду осваја Јадранску лигу у сезони 2005/06. као и два Купа Радивоја Кораћа — 2005 и 2007. године.
Са унвиерзитетском репрезентацијом Србије и Црне Горе је освојио златну медаљу на Летњој универзијади 2003. године, одржаној у Јужној Кореји.

## Успеси

### Клупски
- Будућност :
  - Првенство СР Југославије (1) : 2000/01.
- ФМП:
  - Јадранска лига (1): 2005/06.
  - Куп Радивоја Кораћа (2): 2005, 2007.

### Репрезентативни
- Универзијада:  2003.